# マローダーズ 襲撃者
『マローダーズ 襲撃者』（マローダーズ しゅうげきしゃ、Marauders）は、2016年のアメリカ合衆国のアクションスリラー映画。監督はスティーヴン・C・ミラー。出演はクリストファー・メローニ、ブルース・ウィリス、デイヴ・バウティスタ、エイドリアン・グレニアー。FBIが捜査を始めた連続銀行強盗の事件現場から発見された奇妙な謎から大きな背景が浮かび上がるさまを描いている。
日本では、2017年6月24日から東京の新宿バルト９と大阪の梅田ブルグ７で公開された。

## ストーリー
ヒューバート銀行の支店に重武装した4人の銀行強盗団が押し入り、手際よく300万ドル(約3億円)を強奪し逃走直前に最初に撃たれた支店長に銃でとどめを刺して立ち去った。FBI捜査官のジョナサン・モンゴメリが地元警察と協力して捜査の指揮を開始するが、地元警察が現場で発見した容疑者の指紋が元レンジャー部隊所属のT・Jの物と分かるが、既に死亡していると記録されていた。そして、奪われた300万ドルが慈善団体に全額寄付された事も判明する。T・Jは以前に発生したヒューバート銀行の頭取のジェフリー・ヒューバートの弟のアレクサンダーの誘拐事件の容疑者だったが、射殺されたものの死体が収容されなかった事が判明し、ジェフリー達はこの事件がただの銀行強盗事件ではないと確信する。
FBIと地元警察の捜査が進まない中、ヒューバート銀行の別の支店にも同じ銀行強盗団が押し入った。今度は現金のみならずとある貸金庫の中の書類も強奪して行く。奇妙な事に、強盗団の1人が襲撃時に撃たれた警備員に救命処置を施して去った。後に貸し金庫の中身はジェフリーと上院議員のクックの物である事が判明する。その支店の近くで銀行の警備担当者が車内で刺殺され、この事件現場で犯人が故意に残した銃弾からT・Jの指紋がまた検出される。FBIはこの刺殺された警備担当者がアレクサンダー誘拐事件の犯人が所属していたレンジャー達の元上官だった事をつきとめる。
ジョナサンの元に送り主不明の封筒が届けられ、中身はジェフリーとクック上院議員の男色不倫の現場の写真であった。その夜、銀行強盗犯がジョナサンの自宅のノートパソコンをハッキングし、ビデオ通話で「もっとヒューバート達の不正を調べろ」と伝える。
ジョナサンがヒューバート銀行の本店を訪れ、ジェフリーに面会をする。この時に同じ銀行強盗団が本店に警備を破って押し入り、今度はジェフリー本人を狙う。次々と警備員とボディーガードが倒される中、ジョナサンの活躍で強盗団の1人を射殺し、ジェフリーを守る事が出来た。他の強盗団は圧倒されて立ち去る。この射殺された犯人が元特殊部隊員であること。そして、最初の事件で射殺された支店長とクック上院議員もT・Jと警備担当者がいたレンジャー部隊に所属していたことも判明する。
またジョナサンの元に送り主不明の封筒が届き、今度は貸金庫から強奪されたアレクサンダー誘拐事件の真相が書かれた書類であった。ジョナサンはその内容をメディアに公開する。このT・Jが所属するレンジャー部隊が起こした誘拐事件が、実はジェフリーが銀行で自分の立場を危ぶむ弟を殺害する為に相棒のクック上院議員が彼らを動かして誘拐事件に偽せて弟を殺す陰謀であった。誘拐犯とされたT・Jはこの謀略にはめられた被害者にすぎなかったのだ。実は犯人制圧に投入された特殊部隊は現場の異常さに気づいて生き残ったT・Jを保護して犯人は全員射殺したと報告していたのである。この特殊部隊の隊員とT・Jが復讐を誓ってこの連続強盗事件を起こしたのであった。
妻の治療費を稼ぐため陰で強盗団の金を狙っていた地元警察のミムスが違法な襲撃をし、ジョナサンは彼を問い詰めたが情報を提供したのがFBIの新米であるウェルズであることを知り、実はウェルズこそ強盗団のリーダーであり、特殊部隊にいた時代にT・J達を襲撃させられていたことに気付く。真相が公になった事でジェフリーはヘリコプターで多額の現金と共に逃亡するが、ジェフリーを仕留め損ねたウェルズはFBIの追撃を逃れるがミムスに見つかり、捜査中に交流があり事情も知る彼をやむなく射殺してジェフリーを追う。
逃亡からしばらくして、ジョナサンはメキシコに潜伏中のジェフリーを発見し、食事中のレストランで対峙する。ジェフリーは「何かあったらあのボディーガードがお前を殺す」と余裕をかますが、ジョナサンは食事に使っていたナイフでジェフリーを刺殺。ジョナサンはボディーガードに銃を突きつけられるが、同じくその場でジェフリーを狙っていたウェルズが彼を射殺したことで助かり、ジョナサンはウェルズがレストランを後にしていくのを黙って見過ごすのであった。

## 登場人物
ジョナサン・モンゴメリ
演 - クリストファー・メローニ、日本語吹替 - 加藤亮夫
銀行強盗の捜査を指揮するFBI捜査官。麻薬王に妻を殺された過去を持つ。
ジェフリー・ヒューバート
演 - ブルース・ウィリス、日本語吹替 - 内田直哉
襲撃を受けたヒューバート銀行の頭取。銀行強盗犯について何かしらの秘密を知っている。
ストックウェル
演 - デイヴ・バウティスタ、日本語吹替 - 竹田雅則
FBI捜査官。ジョナサンの部下であり親友。
ウェルズ
演 - エイドリアン・グレニアー、日本語吹替 - 阪口周平
FBIの新米捜査官。元軍人。
ミムス
演 - ジョナサン・シェック、日本語吹替 - 宮内敦士
市警察の汚職刑事。末期癌に侵された妻がいる。
チェイス
演 - リディア・ハル、日本語吹替 - 田中杏沙
FBI捜査官。
T・J・ジャクソン
演 - テキサス・バトル、日本語吹替 - 拝真之介
過去に事件を起こしたレンジャー部隊の隊員。事件後に死亡したとされる。
ジェームズ・ジャクソン
演 - クリス・ヒル、日本語吹替 - 波多野和俊
T・Jの弟。町のチンピラ。
マーサ
演 - キャロリン・アライス、日本語吹替 - 織部ゆかり
T・Jの恋人。彼との間にできた子供を育てている。